# Hofzug (Niederlande)

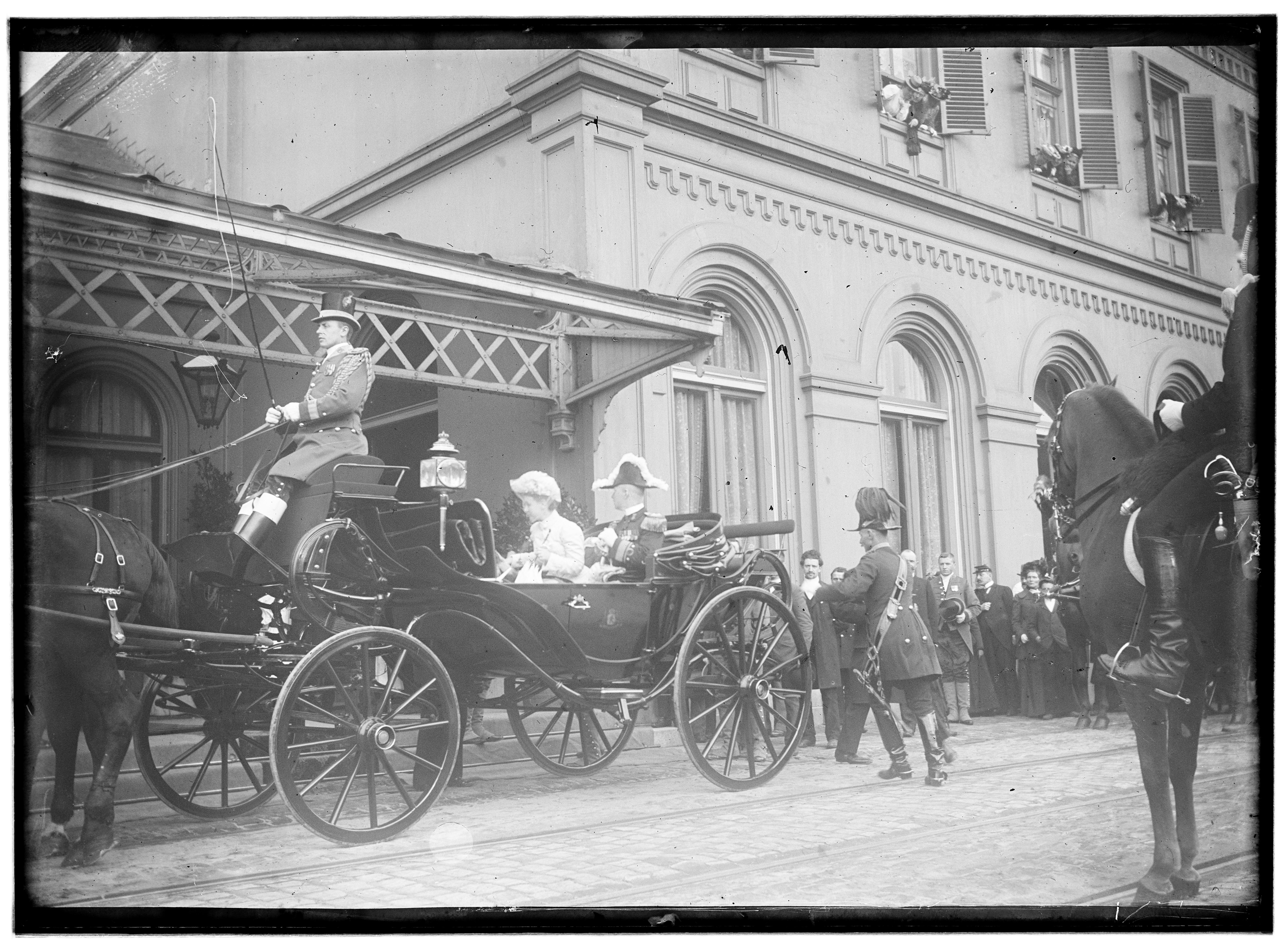
Vorfahrt von Königin Wilhelmina und Prinzgemahl Heinrich vor dem Bahnhof in Den Haag, ca. 1903

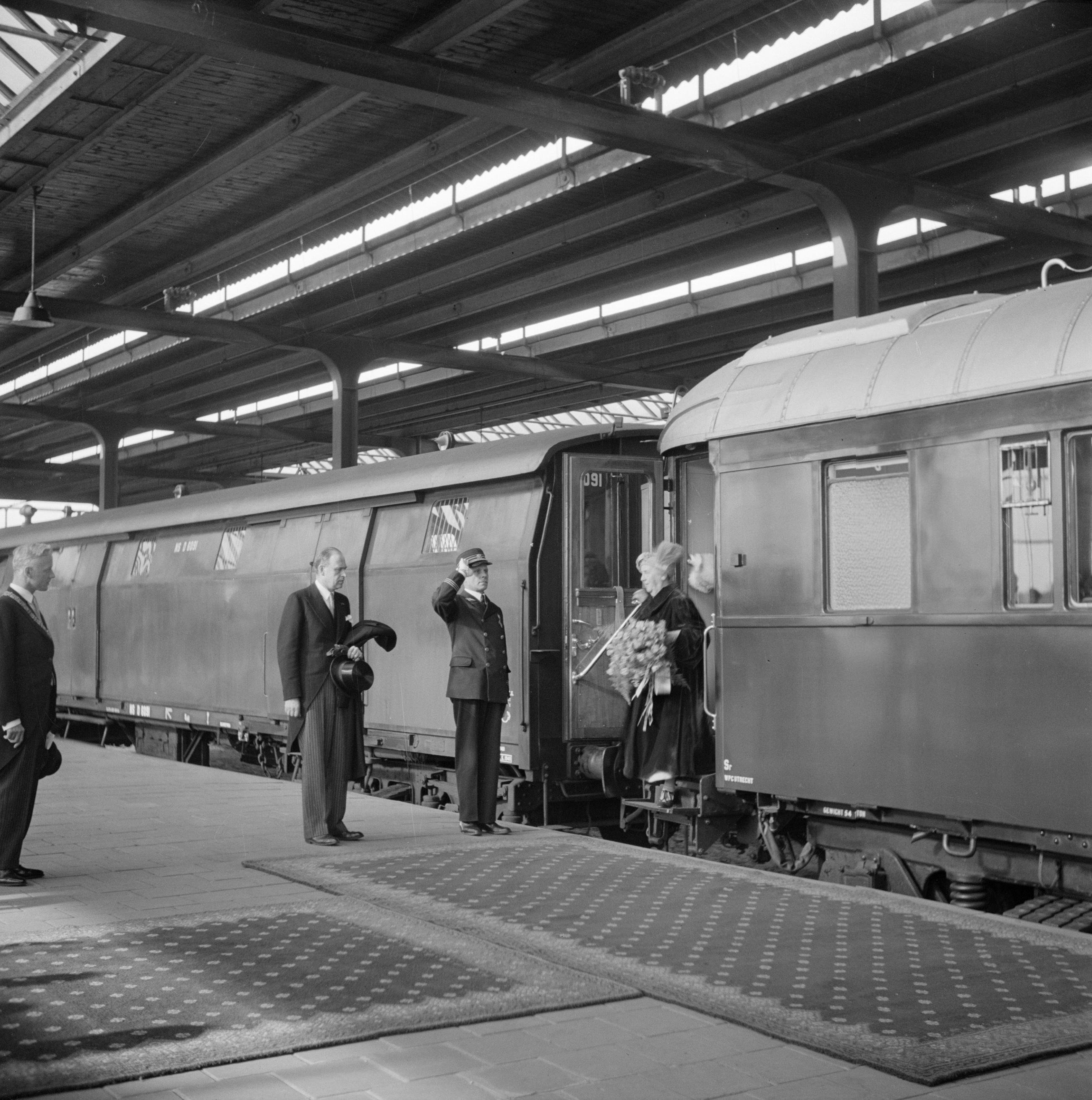
Königin Wilhelmina wird am Bahnhof Amsterdam Amstel von Bürgermeister Arnold Jan d’Ailly begrüßt, 1948

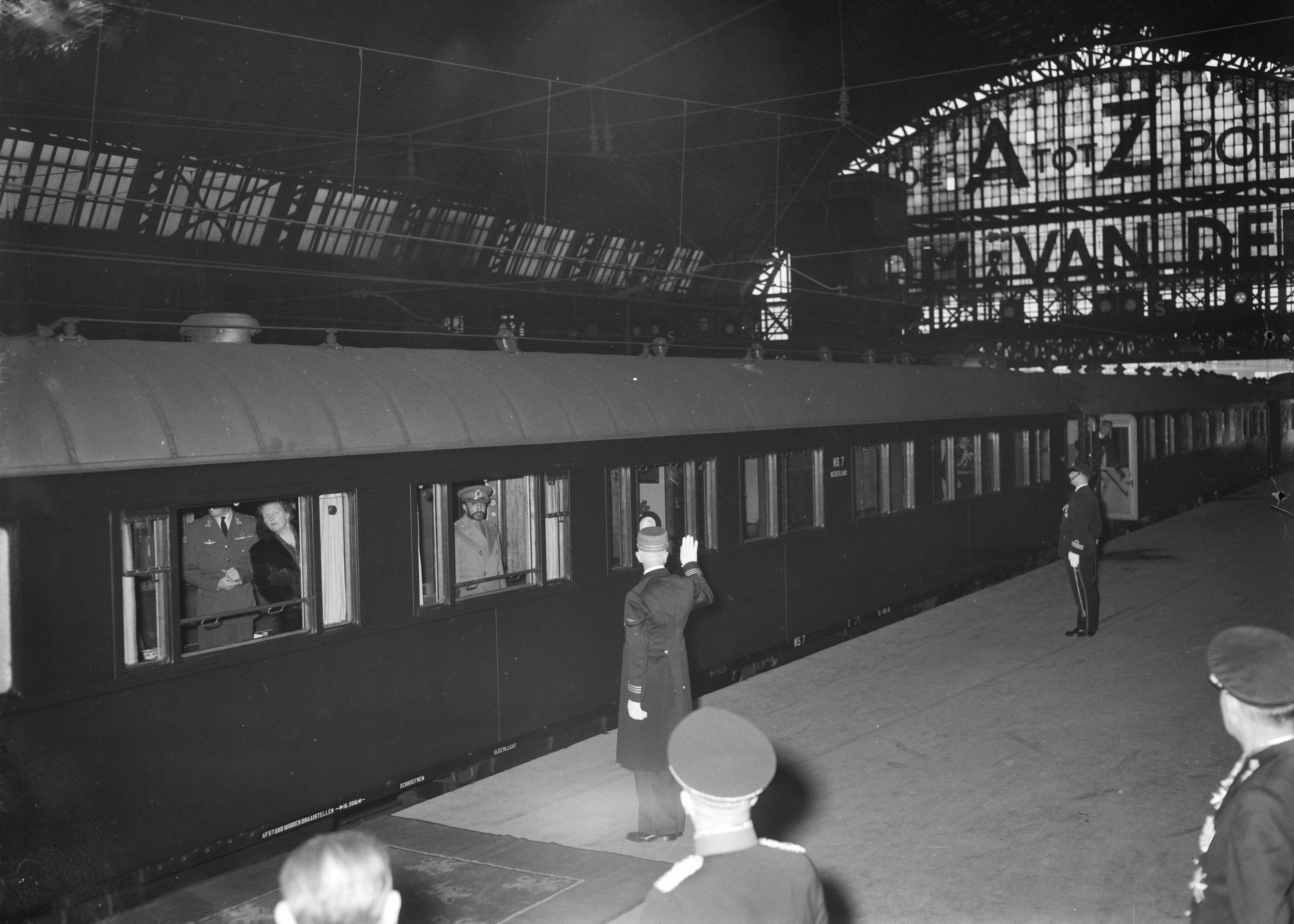
Königin Juliana verabschiedet Kaiser Haile Selassie von Äthiopien im Salonwagen SR 7 im Bahnhof Amsterdam Centraal, 1954

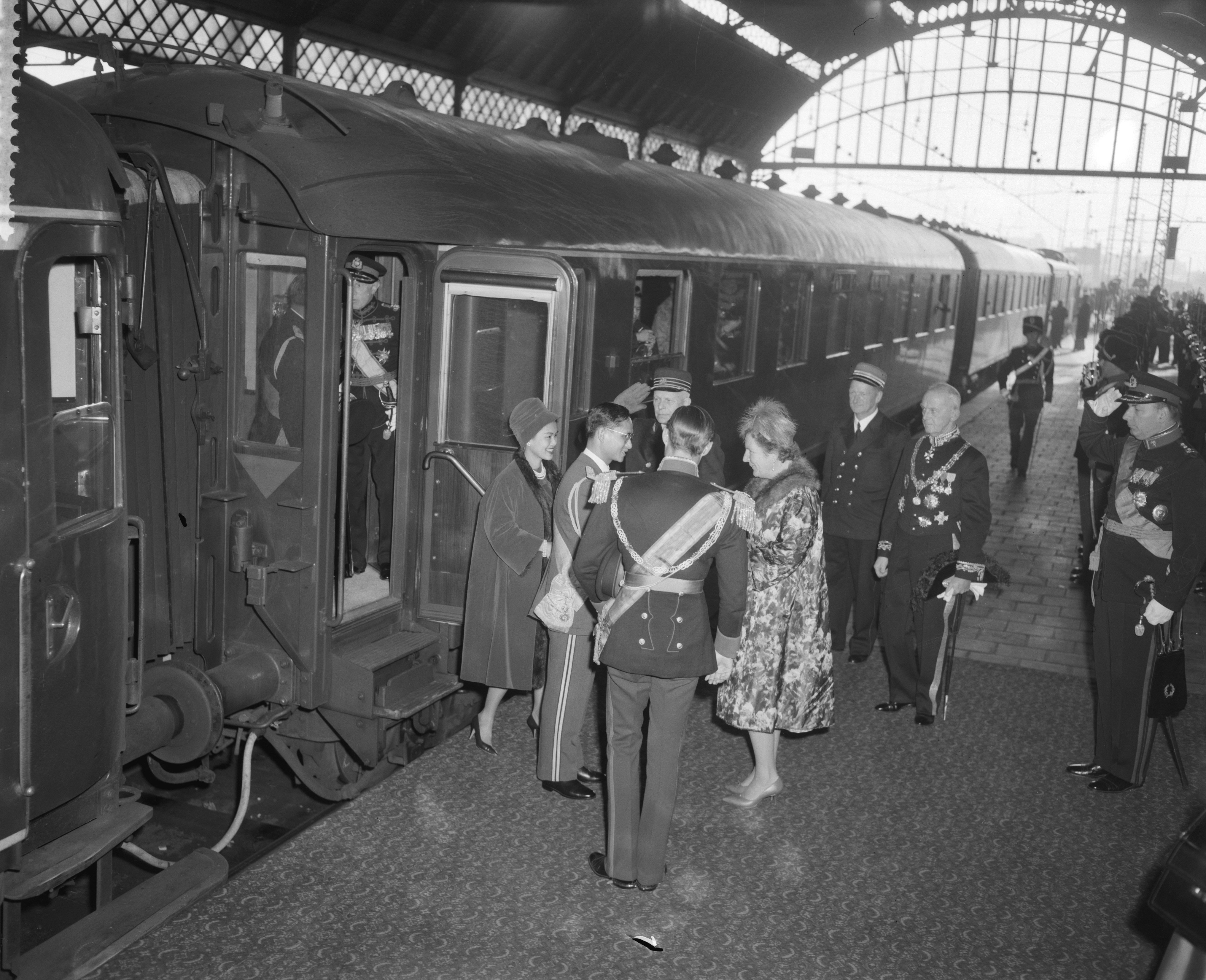
Ankunft von König Bhumibol Adulyadej und Königin Sirikit von Thailand, 24. Oktober 1960

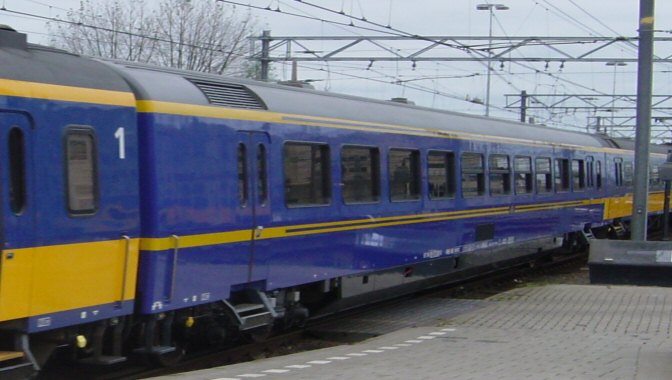
Salonwagen des Königs der Niederlande

Einen niederländischen Hofzug gab es ab 1886. Die Garnitur wurde im Laufe der Zeit mehrfach ausgetauscht. Zuletzt stand König Willem-Alexander ein Salonwagen zur Verfügung.

## Vorgeschichte
Der älteste bekannte Salonwagen für den niederländischen König stammt von 1861. Ersetzt wurde er 1886 durch einen Hofzug.

## Hofzüge
Der Hofzug von 1886 bestand aus vier zwei- und dreiachsigen Wagen. Er gehörte den Staatsspoorwegen.
Ersetzt wurde er 1903 durch einen Hofzug, den die beiden größten Eisenbahngesellschaften der Niederlande, die Staatsspoorwegen und die Hollandse Spoor, gemeinsam bei Beijnes bauen ließen. Er bestand aus fünf Wagen von 18,2 m Länge mit zweiachsigen Drehgestellen:
- Packwagen (SR 1),
- Salonwagen der Königin (SR 2). Dieser hatte als bauliche Besonderheit an einem Wagenende eine offene Plattform mit schmiedeeisernem Brüstungs-Gitter, die als „Austrittsbalkon“ genutzt werden konnte.
- Salonwagen des Prinzgemahls (SR 3),
- Gefolgewagen (SR 4) und
- Speise-, Küchen- und Gerätewagen (SR 5). Der Speiseraum enthielt einen Längstisch mit 12 Plätzen.

Die Fahrzeuge liefen nicht unbedingt in der Reihenfolge der Nummerierung. Wenn die Königin sich auf der offenen Plattform zeigen sollte, lief ihr Wagen am Zugschluss. Während des Zweiten Weltkriegs wurden die Fahrzeuge von der deutschen Besatzung genutzt und waren anschließend so beschädigt, dass sie nicht mehr verwendet werden konnten.
1948 wurde ein neuer Hofzug zusammengestellt. Er bestand zunächst aus zwei, später vier Wagen und konnte bei Bedarf um Fahrzeuge des öffentlichen Verkehrs verlängert werden. Im Einzelnen waren das zunächst:
- Ein ehemaliger deutscher Wagen, der bei Beijnes zu einem Packwagen umgebaut wurde (SR 6).
- Ein ehemaliges Fahrzeug der Compagnie Internationale des Wagons-Lits, das die Deutschen im Zweiten Weltkrieg beschlagnahmt und zu einem Salonwagen umgebaut hatten, das nun von Allan & Co‘s Koninklijke Nederlandsche Fabrieken van Meubelen en Spoorwegmaterieel N.V. als königlicher Salonwagen hergerichtet wurde (SR 7).

Geplant war, drei weitere Wagen folgen zu lassen, einen Speise-, einen Schlaf- und einen Gefolgewagen. Es wurden aber nur noch zwei gebaut:
- Hofsalonwagen, 1953 (SR 8) und
- Hofsalonwagen 1956 (SR 9).

Schon Mitte der 1960er Jahre wurde berichtet, dass der Zug nur noch selten zum Einsatz kam.
Der letzte Salonwagen für die damalige Königin der Niederlande – mit der Nummer SR 10 – entstand 1992 aus dem Umbau eines 1980 gebauten ICR-Standardwagens 1. Klasse. Er wurde damals mit zwei Schlafräumen, einem Salon, einer kleinen Küche und einem Abteil für Personal ausgestattet. In der Regel verkehrte er zusammen mit zwei Wagen 1. Klasse für die Begleitung. Der Wagen war bei der Niederländischen Eisenbahn mit der Nr. 61 84 89-70 003 eingestellt. In der Praxis wurde das Fahrzeug aber nur noch selten eingesetzt und 2023 außer Dienst gestellt.

## Weitere Salonwagen
Einzelne Mitglieder des Königshauses hatten zusätzlich eigene Salonwagen:
- Für Heinrich von Oranien-Nassau (1820–1879), ab 1850 Statthalter im Großherzogtum Luxemburg, wurde 1874 ein Salonwagen in der Waggonfabrik Nivelles beschafft.[1] Der Wagen war bei den Reichseisenbahnen in Elsaß-Lothringen (EL) eingestellt, die den größten Teil der Bahnstrecken im Großherzogtum betrieben. Heinrich von Oranien-Nassau ließ ebenfalls 1874 im Bahnhof Walferdange eine Remise für das Fahrzeug bauen.[7]
- Salonwagen A1, gebaut 1900[8]
- Ein vierachsiger Salonwagen, ebenfalls als A1 eingestellt, gebaut 1904 für Königin-Mutter Emma in der Werkstatt der Nederlandsche Centraal-Spoorweg-Maatschappij (NCS). Später wurde das Fahrzeug umgebaut und verkehrte als Personenwagen 3. Klasse.[2]

## Letzte Einsätze
2010 wurde ein seit längerem geplanter Besuch von Königin Beatrix der Niederlande in Kopenhagen mit dem Salonwagen und einem zusätzlichen Schlafwagen durchgeführt. Aufgrund der Aschewolke und des daraufhin europaweit ausgesprochenen Flugverbots nach dem Ausbruchs des Vulkans Eyjafjallajökull auf Island wurde die ursprünglich per Flugzeug geplante Reise auf die Bahnfahrt umgestellt. Dazu musste der Salonwagen aus einer Ausstellung im niederländischen Eisenbahnmuseum Utrecht abgezogen werden. Für die Hinfahrt wurden die Wagen an den planmäßigen Nachtreisezug „Borealis“ (Amsterdam–Köln–Hamm–Flensburg–Kopenhagen) der DB City Night Line angehängt, für die Rückfahrt als Sonderzug gefahren.
Zum letzten Mal wurde der königliche Salonwagen am 22. Juni 2023 auf der Rückfahrt des Königspaares von einem Staatsbesuch in Belgien eingesetzt. Da der Wagen entweder aufwändig hätte modernisiert oder ersetzt werden müssen, entschied der König, künftig auf einen eigenen Salonwagen zu verzichten. Der Wagen soll Ende 2023 in die Sammlung des Niederländischen Eisenbahnmuseums in Utrecht überstellt werden.